# Contea di Jones (Georgia)
La contea di Jones (in inglese Jones County) è una contea dello Stato della Georgia, negli Stati Uniti. La popolazione al censimento del 2000 era di 23 639 abitanti. Il capoluogo di contea è Gray.